# Roch Paszkowski
Roch Zacheusz Paszkowski ps. „Dudek”, „Janek” (ur. 1850, zm. w kwietniu 1937 w Białymstoku) – powstaniec styczniowy, socjalista.

## Życiorys
Jako trzynastolatek brał udział w powstaniu styczniowym. W późniejszych latach osiadł w Tomaszowie Mazowieckim, gdzie pracował jako robotnik w fabryce sukienniczej. W Tomaszowie był działaczem I Proletariatu. Po denuncjacji został aresztowany i osadzony przez władze carskie w więzieniu w Piotrkowie Trybunalskim. Po procesie w 1885 roku został zesłany na Syberię. Na wygnaniu spędził ponad 50 lat. Po powrocie do Polski, w kwietniu 1933 roku był uroczyście witany jako weteran powstania styczniowego przez władze miasta i mieszkańców Białegostoku, gdzie później mieszkał do końca życia (u córki Marii przy ul. Kijowskiej 23). Pochowany został na cmentarzu farnym w Białymstoku. Krewni Rocha Paszkowskiego do dziś mieszkają zarówno w Tomaszowie Mazowieckim, jak i w Białymstoku.

## Upamiętnienie
Za działalność w I Proletariacie został przez władze PRL uhonorowany patronatem ulicy na największym tomaszowskim osiedlu – Niebrowie. Obok Franciszka Cobela i Konstantego Koplina, jako jeden z trzech tomaszowskich rewolucjonistów jest wymieniony na tablicy pamiątkowej na fasadzie kamienicy przy ulicy Krzyżowej 30 – miejscu ich tajnych spotkań podczas XIX-wiecznej działalności.